# 歐文鎮區 (阿肯色州薩林縣)
歐文鎮區（英語：Owen Township）是位於美國阿肯色州薩林縣的一個行政鎮區。

## 地方資料
歐文鎮區的面積為46.71平方千米，當中陸地面積為46.68平方千米，而水域面積為0.03平方千米。根據2010年美國人口普查的數據，當地共有人口9796人，而人口密度為每平方千米209.72人。